# Hernando de Santana
Hernando de Santana fue un conquistador español. Nació en la ciudad española de Zafra (Badajoz), en la primera década del siglo XVI, y fue hijo de Juan de Porras y Francisca de Santana. Como otros jóvenes de su tiempo, en 1527 se alistó en la expedición de Francisco de Montejo, que en Sanlúcar de Barrameda tomaría el barco que le llevaría hasta Yucatán, Nueva España, hoy México , para la exploración y conquista de aquella península que dominaban los mayas.
En 1528 se iniciaba la conquista de Yucatán, pero el clima, la insalubridad, la malaria y los indígenas obligan a Montejo a desistir en el primer intento. En otros intentos de dominación, Montejo penetró por Honduras mientras su hijo (del mismo nombre) emprendía la conquista desde la costa. Al final el hijo llevó a cabo el proceso conquistador y conseguía penetrar en el territorio. Hernando Santana participaba en aquellos procesos como también asistía a las fundaciones de las ciudades de Campeche y de Mérida. Después de un largo tiempo al servicio de Francisco de Montejo, y ya con el grado de capitán, abandonaba el territorio mexicano, llegaba a Santa Marta (Colombia) y se integraba en la conquista del territorio caribeño.

## Conquista de la comarca
Como capitán experimentado, Hernando de Santana era encargado de la exploración y conquista del territorio neogranadino entre la Sierra Nevada de Santa Marta y la serranía de Perijá, pero paradójicamente en vez de acometer a los indios neogranadinos, tuvo que dedicarse a enderezar a los esclavos africanos que se habían sublevado, Santana tuvo que intervenir desbaratando los palenques que, en terrenos inaccesibles, habían levantado los negros cimarrones, que fustigados por el trabajo a que los sometían sus dueños, buscaban la libertad y se dedicaban al pillaje para lograr subsistir. 
El problema de los negros cimarrones se había extendido por la comarca neogranadina y por el vecino territorio que pertenecía a Venezuela; estos alzamientos presentaban una seria contrariedad para la población hispana asentada en las nuevas ciudades. En la recién fundada ciudad venezolana de Barquisimeto se había producido uno de estos incidentes. El negro Miguel se había revelado y convertido en caudillo de un grupo de esclavos que trabajaban en las minas de Buría. Estos se cansaron del cometido, quemaron las instalaciones, mataron al capataz que los dirigía y se dispusieron a tomar Barquisimeto.
Santana, experto en remediar eficazmente estos motines, había sido avisado para que acudiera a Barquisimeto y abortara la rebelión del negro Miguel y de sus conmilitones, pero los de Barquisimeto, acuciados por las amenazas de una sesentona de esclavos, tomaron las armas y dirigidos por Diego García de Paredes, lograron acabar con la insubordinación y reducir a los esclavos antes de que Santana saliera del valle neogranadino.

## Fundación de Valledupar
El pelotón del capitán Santana en su recorrido por la comarca del río Cesar y del Guatapurí, descubrieron un hermoso valle de tierras feraces y poblado por tribus dóciles y laboriosas, menos belicosas de las que se habían encontrado hasta entonces, y cuando terminó su cometido de someter a los negros cimarrones, teniendo permiso para ello, no quiso volver a Santa Marta sin haber poblado una ciudad en aquella tranquila zona.
Después de escoger el sitio adecuado y cumplir con el ceremonial acostumbrado, el 6 de enero de 1550, Hernando de Santana fundaba la ciudad de los Santos Reyes del Valle de Upar, en la actualidad conocida como Valledupar, capital del departamento del Cesar. Upar era el nombre del cacique de aquella comarca y su nombre fue añadido al de la ciudad en agradecimiento a la ayuda y colaboración que le prestó a Santana mientras permaneció en aquellos territorios.